# تاراریراس
تاراریراس (به اسپانیایی: Tarariras) شهری در کشور اروگوئه، استان کولونیا است که جمعیت آن در سرشماری سال ۲۰۰۴ میلادی ۶٬۰۷۰ نفر بوده‌است.